# Women Against Feminism
Women Against Feminism, también conocida como #WomenAgainstFeminism, fue un hashtag de Twitter, un blog de Tumblr y una campaña de redes sociales en Facebook, YouTube y otros medios de internet en los que las mujeres publican fotos de ellas mismas, algunas en estilo selfi, sosteniendo pancartas hechas a mano exponiendo razones por las que desaprueban el feminismo. La mayoría de las publicaciones comienzan con la afirmación «No necesito feminismo porque», seguido de su(s) razón(es). En una escala mayor, también es un movimiento de base de mujeres que están en desacuerdo con el feminismo por varias razones.

## Origen y contenido
La campaña Women Against Feminism comenzó en Tumblr en julio de 2013, presumiblemente en respuesta a la campaña Who Needs Feminism. Según The Daily Dot, la campaña cobró fuerza en julio y agosto de 2014, cuando varios columnistas y blogueros prominentes llamaron la atención de los medios de comunicación.
En un artículo de opinión para The New York Observer, Nina Burleigh escribió que cree que algunas publicaciones en Tumblr no fueron enviadas por mujeres, sino que son títeres de activistas por los derechos de los hombres, citando temas y contenidos similares a los utilizados en los sitios web de los derechos de los hombres. Los ejemplos que citó incluyen: «No necesito el feminismo porque solo los de mente débil aceptan cultos», y «porque culpar a los hombres por sus PROPIAS inseguridades y errores es INCORRECTO Y ABSURDO». En un artículo de opinión para The Boston Globe, Cathy Young reportó un análisis de posts en el hashtag del bloguero «AstrokidNJ», que determinó que el 46 por ciento era igualitario, el 19 por ciento comentó sobre asuntos de hombres, el 12 por ciento criticó la intolerancia feminista hacia el disenso y el 23 por ciento promovió puntos de vista tradicionalistas como apoyo para roles sexuales distintos y tradicionales, caballerosidad o maternidad a tiempo completo. En una pieza para Time, Young afirmó que algunas mujeres contra el feminismo, si bien reconocen la lucha del feminismo por los derechos de las mujeres, creen que «el feminismo occidental moderno se ha convertido en una fuerza divisiva y a veces odiosa». Otros ejemplos de comentarios en el hashtag, reportado por Time, incluyen: «porque me gusta afeitarme las piernas y usar sostén»; «porque este movimiento es menos sobre igualdad, y más sobre deshumanizar a los hombres»; y «porque Susan B. Anthony era provida y profamilia, y las feministas de hoy no lo son».

## Respuesta
La respuesta de los medios, comentaristas sociales y feministas ha incluido tanto apoyo como crítica. A partir del 19 de agosto de 2014, la página de Facebook de la campaña obtuvo 21 000 «Me gusta».
Los partidarios dicen que el feminismo moderno se ha extraviado en algunos aspectos y citan ejemplos como las feministas radicales que no apoyan a las mujeres transgénero y diciendo cosas como: «cualquier persona nacida retiene el privilegio masculino en la sociedad, incluso si elige vivir como mujer», y quejas relacionadas de que algunas feministas exageran los problemas de las mujeres mientras ignoran los problemas de los hombres. También se citó el debate sobre el aborto y el argumento de que las mujeres han sufrido como resultado de una cultura feminista que promueve el sexo casual como empoderamiento. En un artículo de opinión para The Globe and Mail, Margaret Wente apoya a Women Against Feminism diciendo que cree que el feminismo moderno se ha convertido en un sistema de creencias que presenta una visión distorsionada de la realidad basada en misandria y cultura de las víctimas y cuestiona la existencia de la cultura de la violación.
Los críticos dicen que las jóvenes involucradas en esta campaña no parecen saber qué es el feminismo y están discutiendo contra un enemigo imaginario usando argumentos de hombre de paja. Una comentarista de Time escribió: «La mayoría de los mensajes incluyen alguna reiteración del malentendido central sobre el feminismo, que una creencia central del feminismo implica odiar a los hombres». Una comentarista del Irish Independent escribió: «Ser antifeminista es como ser partidario del apartheid, o un gran fanático de la injusticia social, pero nadie pensaría que es lindo sostener un letrero que diga eso».
Al comentar sobre la campaña, Anette Borchorst, profesora e investigadora en sexo y género en el Departamento de Ciencias Políticas de la Universidad de Aalborg, afirmó que «siempre ha habido desacuerdos y debates dentro del feminismo y esos debates ayudan a avanzar en el movimiento». Añadió que, «el feminismo siempre ha generado un debate entre las mujeres y es difícil imaginar una visión del mundo feminista en la que todos puedan estar de acuerdo».
Una columna de septiembre de 2015 sobre openDemocracy de Beulah Maud Devaney afirmó que Women Against Feminism representa principalmente la visión de mujeres privilegiadas que desean mantener el status quo y, por lo tanto, tergiversan deliberadamente lo que representa el feminismo. Según Devaney, «a medida que el feminismo interseccional se vuelve más popular, es de esperar, lamentablemente, que algunas mujeres blancas, heterosexuales, del primer mundo vean el énfasis en su propio privilegio como un ataque. De manera similar, las feministas piden un el estándar de belleza inclusivo y la apreciación de los múltiples tipos de cuerpo se pueden leer como un intento de socavar la sabiduría recibida de que la "chica blanca flaca" es la estética ideal». Devaney agrega que Women Against Feminism no logró detener el apoyo público a la agenda feminista, que su influencia es menor y que sus argumentos son «fáciles de descartar». Devaney concluye, sin embargo, que el antifeminismo que representa merece un examen más detenido.
En octubre de 2015, Angela Epstein mencionó el blog en un editorial criticando a las feministas por ser desagradables para las mujeres que no están de acuerdo con ellas, diciendo: «No espero que todas las mujeres estén de acuerdo conmigo. Pero hay muchas que lo hacen. No busques más que la proliferación de sitios web como Women Against Feminism».